# Boycott académique de l'Afrique du Sud
Le boycott académique de l'Afrique du Sud a consisté en une série de boycotts de l'Afrique du Sud dans les années 1960 à la demande du Congrès national africain, l'ANC, dont l'objectif était de faire pression pour faire cesser la politique de l'apartheid.